# Antônio Bernardo de Passos
Antônio Bernardo de Passos (? — ?) foi um político brasileiro.
Foi presidente das províncias do Rio Grande do Norte, de 24 de outubro de 1853 a 1 de abril de 1857.